# Aéroport Cherry Capital
 (juillet 2019).
Si vous disposez d'ouvrages ou d'articles de référence ou si vous connaissez des sites web de qualité traitant du thème abordé ici, merci de compléter l'article en donnant les références utiles à sa vérifiabilité et en les liant à la section « Notes et références ».
L’aéroport Cherry Capital de Traverse City (code IATA : TVC • code OACI : KTVC • code FAA : TVC) est un aéroport public situé à 2,3 km au sud-est du quartier central des affaires de Traverse City, dans le comté de Grand Traverse, dans le Michigan, États-Unis. Il appartient aux comtés de Grand Traverse et de Leelanau.

## Situation
| \| 50 km1:2 570 000 \| Alpena Antrim Flint Charlevoix Cherry Chippewa Delta Grand · Rapids Kalamazoo/ · Battle Creek MBS Muskegon Oakland Pellston Sawyer Welke Lansing Gogebic · Iron Manistee Détroit |
| 50 km1:2 570 000 |